# Clause miroir
Les clauses miroirs sont des mesures qui consistent à imposer une réciprocité entre les normes de production de deux pays (ou entités et associations supranationales)

## Historique
Lors de la campagne des élections européennes de 2019, François-Xavier Bellamy avait proposé que l'Union européenne mette en place une « barrière écologique pour défendre le marché européen ». Le candidat LR souhaitait des quotas carbone sur les importations, et revoir le droit de la concurrence. 
Lors du premier Conseil de l'Union européenne (UE) sous présidence française (PFUE), le 17 janvier 2022, le ministre français de l’Agriculture Julien Denormandie a mis sur la table le sujet des « clauses miroir ». Ce sujet avait déjà été évoqué par le président Emmanuel Macron lors de précédents discours. Ces mesures imposeraient aux partenaires commerciaux qui souhaitent exporter leurs produits agricoles vers l’UE de se conformer au préalable à ses normes sanitaires et environnementales.

## «Clauses miroirs» et «mesures miroirs»
Les « clauses miroirs » s’appliquent dans le cadre des accords de libre-échange avec des pays partenaires de l’accord, tandis que les « mesures miroirs », plus larges, sont incluses dans la législation européenne pour appliquer les standards européens à l’ensemble des produits importés venant de pays tiers.